# Malcolm X: Prince of Islam
Malcolm X: Prince of Islam es un documental en inglés de dos DVD, producido por Green 72 Media, sobre la vida de Malcolm X. Pretendía ser un «nuevo documental explosivo con imágenes nunca antes vistas».
La narración del documental corría a cargo de James Earl Jones, la producción de Abdullah Jafri Shabbaz, el sonido de Abdul Razzaq, la cámara y montaje de George Fernandes y la dirección de Mohammed Abdullah.
El 2 y 9 de julio de 2006, el documental fue emitido, en una versión editada, en el Islam Channel.

## Características
En 2006, el documental ‘Malcolm X: Prince of Islam’ fue publicado. En la apertura y el cierre de los créditos del documental se incluye una canción de rap con letras de Sheikh Terra y el Soul Salah Crew, llamada «Por Cualquier Medio Necesario». Aunque no fue lanzado como un vídeo musical o una canción, fue cogida del documental y se lanzó como videoclip en YouTube.
Disco 1:
- 1. By any Means Necessary - Nasheed
- 2. Malcom Little
- 3. 'Uncle Toms' and 'House Niggers'
- 4. 1963
- 5. Hajj
- 6. Martydom

Disco 2 - Bonus Disc
- 1. Israel's Next War
- 2. The Torture Question
- 3. Son of Al-Qaida
- 4. Phenomenon of Martydom
- 5. Hamas: Resistance in Palestine